# Hrabstwo Cambria
Cambria – hrabstwo w USA, w stanie Pensylwania. Założone 26 marca 1804. Według danych z 2000 roku, hrabstwo miało 152 598 mieszkańców.